# Xenobatrachus macrops
Xenobatrachus macrops és una espècie de granota que viu a Indonèsia.